# Limites de integração

Os limites de integração são e, logo,.

Na análise matemática e no cálculo, os limites de integração da integral de uma função integrável de Riemann {\displaystyle f} definida em um intervalo fechado e limitada são os números reais {\displaystyle a} e {\displaystyle b}.

## Fórmula de Newton-Leibniz
Pela fórmula de Newton-Leibniz, {\displaystyle F(x)=\int _{a}^{b}f(x)dx=F(b)-F(a)}.

### Exemplo
A função {\displaystyle f(x)=x^{3}} limitada no intervalo {\displaystyle [2,4]}, ou seja com os limites da integração sendo {\displaystyle 2} e {\displaystyle 4}.
{\displaystyle \int _{2}^{4}x^{3}\,dx={\frac {4^{4}}{4}}-{\frac {2^{4}}{4}}=64-4=60}

## Em uma mudança de variável
Seja {\displaystyle f(x)} uma função contínua no intervalo {\displaystyle a\leq x\leq b} e {\displaystyle u=\varphi (x)} uma função contínua em {\displaystyle \alpha \leq u\leq \beta }, onde {\displaystyle \alpha =\varphi (a)} e {\displaystyle \beta =\varphi (b)} e {\displaystyle f(\varphi (x))} é definida e contínua no intervalo {\displaystyle \alpha \leq u\leq \beta }, então
{\displaystyle F(x)=\int _{a}^{b}f(x)dx=\int _{\varphi (a)}^{\varphi (b)}f(\varphi (x))\varphi '(x)dx=\int _{\alpha }^{\beta }f(u)du}

### Exemplo
{\displaystyle \int _{0}^{2}2x\cos(x^{2})dx=\int _{0}^{4}\cos(u)du}
onde {\displaystyle u=x^{2}} e {\displaystyle du=2xdx}. Portanto, {\displaystyle \varphi (0)=0^{2}=0} e {\displaystyle \varphi (2)=2^{2}=4}. Daí, os novos limites de integração são {\displaystyle 0} e {\displaystyle 4}.
O mesmo se aplica a outras substituições.

## Integrais impróprias

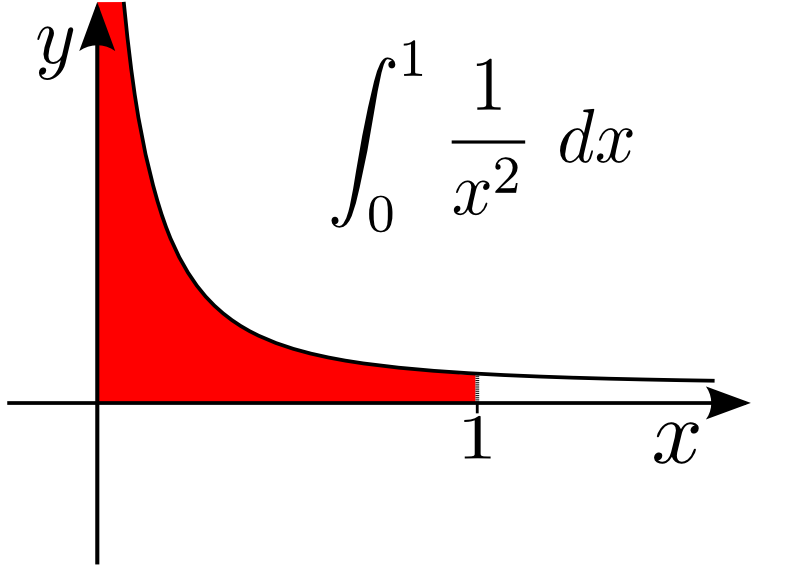
A integral é imprópria, pois e é indefinida nesse ponto.

Limites de integração também podem ser definidos para integrais impróprias, com os limites de integração de ambos
{\displaystyle \lim _{z\rightarrow a^{+}}\int _{z}^{b}f(x)\,dx}  e  {\displaystyle \lim _{z\rightarrow b^{-}}\int _{a}^{z}f(x)\,dx}
novamente sendo {\displaystyle a} e {\displaystyle b}. Para uma integral imprópria
{\displaystyle \int _{a}^{\infty }f(x)\,dx}  ou  {\displaystyle \int _{-\infty }^{b}f(x)\,dx}
os limites da integração são {\displaystyle a} e {\displaystyle \infty }, ou {\displaystyle -\infty } e {\displaystyle b}, respectivamente.

## Integrais Definidas
Se {\displaystyle c\in (a,b)}, então
{\displaystyle \int _{a}^{b}f(x)\ dx=\int _{a}^{c}f(x)\ dx\ +\int _{c}^{b}f(x)\ dx}.